# Borzești (Bacău)

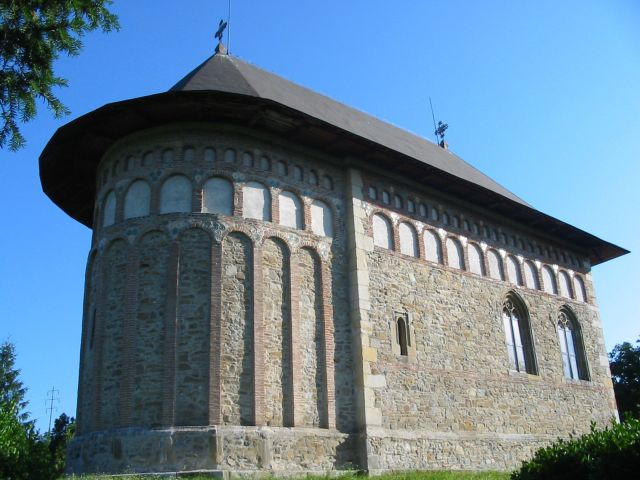
Kirche in Borzești

Borzești ist eine Katastralgemeinde der Stadt Onești im Osten Rumäniens im Kreis Bacău.

## Geographische Lage
Der Ort liegt auf einer Höhe von etwa 250 m im Trotuș-Tal in den Ostausläufern des Culmea-Petricica-Gebirges, in der rumänischen Region Moldau. An der Mündung des Baches Gutinaș in den Trotuș, der Bahnstrecke Sfântu Gheorghe–Siculeni–Adjud und an der Nationalstraße (drum național) DN 11A, grenzt Borzești im Nordwesten an die Stadt Onești.

## Sehenswürdigkeiten
Die mittelalterliche Kirche Adormirea Maicii Domnului (Mariä Himmelfahrt) wurde von dem moldauischen Woiwoden Stefan der Große an der Stelle, wo sein Freund von Tataren getötet wurde, errichtet. Das Innere der Kirche wurde 2004 zu Ehren des 500sten Todestag des moldauischen Fürsten gemalt. Sie ist ein architektonisches Denkmal, wurde 1494 errichtet und steht unter Denkmalschutz.

## Persönlichkeiten
Ștefan cel Mare oder Stefan der Große (1433–1504), moldauischer Fürst von 1457 bis 1504 wurde hier geboren.